# Bruna Griphao
Bruna Grigoriadis Orphao (Rio de Janeiro, 10 de março de 1999), mais conhecida como Bruna Griphao, é uma atriz, cantora, compositora, modelo, empresária e influenciadora digital greco-brasileira.

## Biografia
Bruna Grigoriadis Orphao nasceu no dia 10 de março de 1999 na cidade do Rio de Janeiro, filha de Paulo Kakau Orphao e de Barbara Foufoula Grigoriadis, possuindo ascendência grega. Seus avós maternos são da Grécia e do Chile. Griphao é fluente em português e grego.

## Carreira
Estreou na televisão através da telenovela Bela, a Feia, da Record, e depois trabalhou em Avenida Brasil, da TV Globo, onde interpretou Paloma Bragança de Queirós. No ano seguinte, integrou o elenco de Malhação Casa Cheia, na pele da rockeira Giovana. Em 2016, deu vida a orfã Carol em Haja Coração. No ano de 2018, protagonizou ao lado de Nathalia Dill, Chandelly Braz, Pâmela Tomé e Anajú Dorigon a telenovela Orgulho e Paixão. Atuou também como a princesa Leopoldina de Bragança na telenovela Nos Tempos do Imperador.

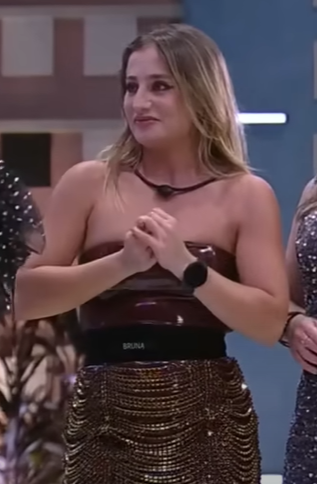
Bruna durante o programa A Eliminação, em 2023.

Em 2023, Bruna foi confirmada como participante do grupo "Camarote" na 23ª edição do reality show Big Brother Brasil. Ela chegou à final, terminando em 3.º lugar.

## Vida pessoal
Durante o programa Big Brother Brasil 23, ela se assumiu como bissexual heteroafetiva. Posteriormente, também revelou ser demissexual.

## Filmografia

### Televisão
| Ano  | Título                  | Papel/Função               | Notas                   | Ref.                 |
| ---- | ----------------------- | -------------------------- | ----------------------- | -------------------- |
| 2009 | Bela, a Feia            | Ana Clara Faria (Aninha)   |                         | [ 23 ]               |
| 2012 | Avenida Brasil          | Paloma Bragança de Queirós |                         | [ 13 ]               |
| 2013 | Malhação Casa Cheia     | Giovana Rocha              |                         | [ 13 ] [ 24 ]        |
| 2016 | Haja Coração            | Carolina Talarico (Carol)  |                         | [ 13 ] [ 25 ]        |
| 2017 | Sob Pressão             | Michele                    | Episódio: "1 de agosto" |                      |
| 2018 | Orgulho e Paixão        | Lidia Benedito             |                         | [ 26 ] [ 27 ]        |
| 2021 | Nos Tempos do Imperador | Leopoldina de Bragança     |                         | [ 28 ] [ 29 ]        |
| 2023 | Big Brother Brasil      | Participante (3º lugar)    | Temporada 23            | [ 30 ] [ 31 ] [ 32 ] |

### Cinema
| Ano  | Título                      | Personagem |
| ---- | --------------------------- | ---------- |
| 2014 | Muitos Homens Num Só        | Maria      |
| 2014 | Confissões de Adolescente   | Bruna      |
| 2016 | É Fada!                     | Verônica   |
| 2017 | A Glória e a Graça          | Mariana    |
| 2020 | Ricos de Amor               | Raissa     |
| 2024 | Luccas e Gi em: dinossauros | Sabrina    |

### Videoclipes
| Ano  | Canção      | Artista       |
| ---- | ----------- | ------------- |
| 2018 | "Grupo Bom" | UM44K         |
| 2023 | "Bandida"   | Bruna Griphao |

## Discografia

### Singles

#### Como artista principal
| Ano  | Título    |
| ---- | --------- |
| 2023 | "Bandida" |
| 2023 | "Queimar" |

## Teatro
| Ano     | Título                                | Personagem |
| ------- | ------------------------------------- | ---------- |
| 2014–16 | Meninos e Meninas                     | Menina     |
| 2017    | Os Alunos do Colégio Santa Disciplina | Aluna      |